# İpek Öz
İpek Öz (ur. 8 lipca 1999 w Stambule) – turecka tenisistka.

## Kariera tenisowa
W karierze wygrała pięć singlowych oraz dziewięć deblowych turniejów rangi ITF. 18 lipca 2022 zajmowała najwyższe miejsce w rankingu singlowym WTA Tour – 163. pozycję, natomiast 27 czerwca 2022 osiągnęła najwyższą lokatę w deblu – 327. miejsce.

## Wygrane turnieje rangi ITF
| turnieje z pulą nagród 100 000 $ (W100) |
| turnieje z pulą nagród 80 000 $ (W80)   |
| turnieje z pulą nagród 60 000 $ (W75)   |
| turnieje z pulą nagród 40 000 $ (W50)   |
| turnieje z pulą nagród 25 000 $ (W35)   |
| turnieje z pulą nagród 15 000 $ (W15)   |

### Gra pojedyncza
|    | Data       | Turniej | Naw.    | Przeciwniczka             | Wynik    |
| 1. | 15/10/2017 | Antalya | Ceglana | Ilona Georgiana Ghioroaie | 6:3, 6:2 |
| 2. | 17/11/2019 | Antalya | Ceglana | Johana Marková            | 6:1, 6:3 |
| 3. | 06/12/2020 | Antalya | Ceglana | Andreea Roșca             | 6:1, 6:1 |
| 4. | 08/05/2022 | Båstad  | Ceglana | Irina Chromaczowa         | 6:3, 6:1 |
| 5. | 25/06/2023 | Ystad   | Ceglana | Astra Sharma              | 6:1, 6:3 |